# Сповзання ґрунту

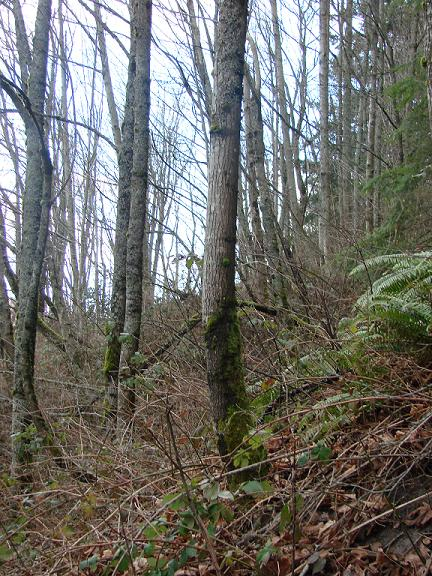
Дерева, що показують ефект повзучості.

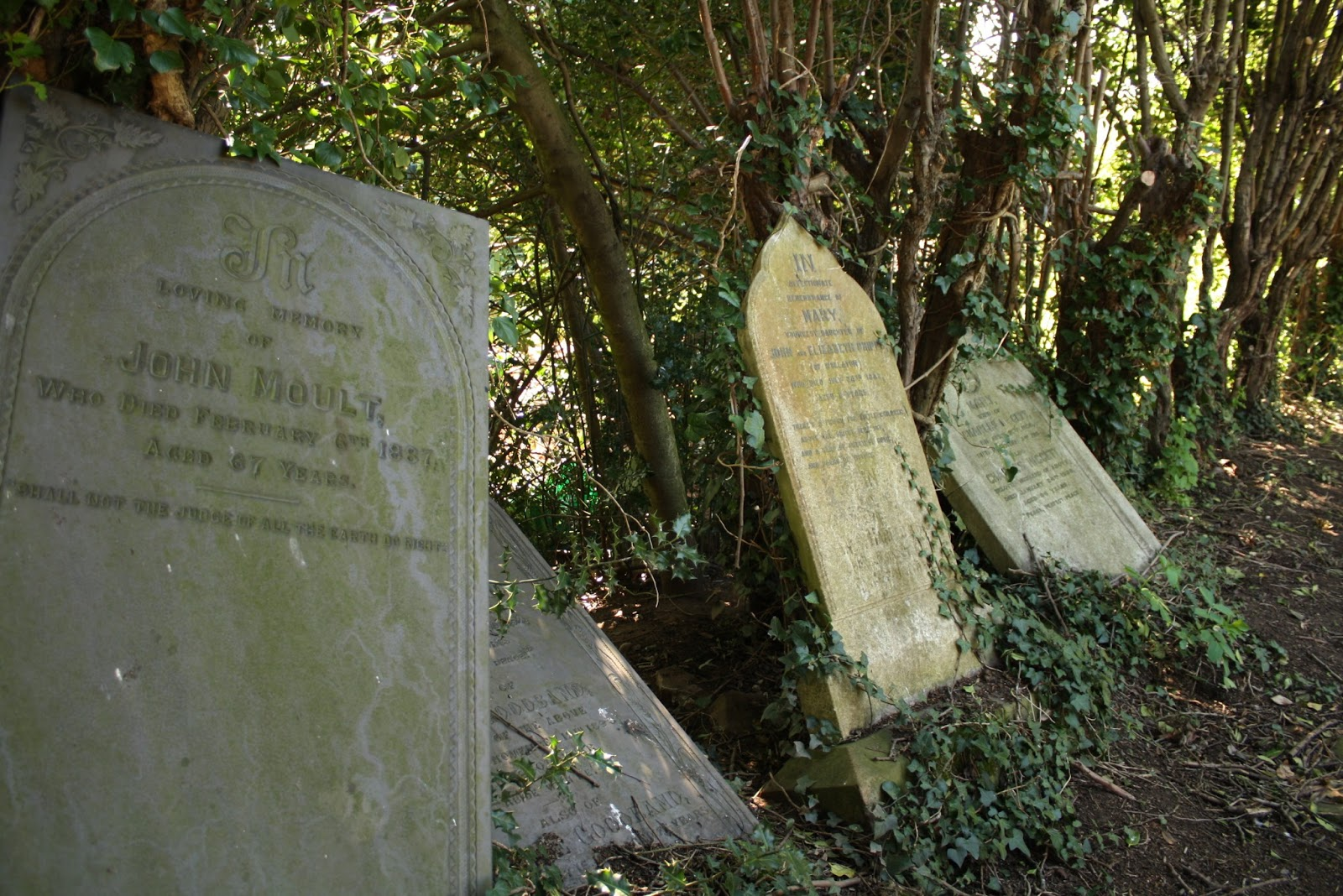
Група вікторіанських надгробків, Англія. Сповзання ґрунту призвело до того, що надгробні камені згодом нахиляються під кутом.

Сповзання ґрунту, гірського хребта, також відоме як повзучість ґрунту або зазвичай просто повзучість, — це повільне прогресування гірської породи і ґрунту вниз по низкорівневому схилу; також може відноситися до повільної деформації таких матеріалів внаслідок тривалого тиску і напруги. 

## Загальний опис
Повзучість може здатися спостерігачеві безперервною, але насправді це сума численних хвилинних дискретних рухів матеріалу схилу, викликаних силою тяжіння. Тертя, що є основною силою опору гравітації, виникає, коли один матеріал ковзає по іншому матеріалу, забезпечуючи механічний опір між ними, який діє, щоб утримувати об'єкти (або схили) на місці. У міру збільшення нахилу на пагорбі гравітаційна сила, перпендикулярна нахилу, зменшується і призводить до меншого тертя між матеріалом, який може привести до ковзання схилу.
Швидкість руху ґрунту вниз по схилу залежить від крутизни (градієнта) схилу, поглинання і вмісту води, типу осаду та матеріалу, і, нарешті, рослинності. Швидкість повзучості буде враховувати всі ці фактори, щоб вирішити, чи буде пагорб прогресувати вниз. Повзучість — це те, що відповідає за округлу форму схилів.
Вода є дуже важливим фактором при обговоренні деформації ґрунтів та руху. Наявність занадто багато води заповнює пори між зернами водою, створюючи площину ковзання між частинками і не даючи ґрунту ущільнюватися, що спричиняє їх ковзання та сповзання.